# Parasmittina pyriformis
Parasmittina pyriformis är en mossdjursart som beskrevs av Seo 2002. Parasmittina pyriformis ingår i släktet Parasmittina och familjen Smittinidae. Inga underarter finns listade i Catalogue of Life.